# Коронен разряд
Коронен разряд е вид газов разряд, който се наблюдава като синкаво светене с форма на корона, възникващо при йонизирането на газ около тънки проводници или около върха на остриета. Обяснява се голямата плътност на заряда около тях. В малка област около проводника се образува йонна лавина. Коронният разряд се наблюдава често при високоволтовите системи, освен ако са взети мерки за ограничаване на интензитета на електрическото поле. Коронният разряд се получава, когато интензитетът на електрическото поле е достатъчно голям, за да се образува проводим регион, но не е достатъчно голям, за да образува електрически пробив или волтова дъга към съседни тела.

## Нежелани последствия
Коронният разряд в електропреносните мрежи предизвиква:
- Електрически загуби на напрежение и активна енергия.
- Доловим шум
- Електромагнитни смущения
- Генериране на озон
- Повреда по изолацията

## Приложение
Коронният разряд се използва за пречистване на газове от прах и други замърсявания (електростатичен филтър), за диагностика на състоянието на конструкции (позволява да се откриват скрити пукнатини в изделията).
Коронният разряд се използва в копирните апарати („ксероксите“) и лазерните принтери за зареждане на светлочувствителния барабан, за пренос на праха-мастило от барабана на хартията и за снемане на остатъчния заряд от барабана.
Използва се при генератори на озон или с цел дезинфекция.

## Кирлианов ефект
През 1939 г. руснаците Семьон Кирлиан (арменец по произход) (и съпругата му Валентина) публикуват статия, в която описват появата на светлина около предмети, намиращи се във високочестотно (10 –100 kHz) електрическо поле. Явлението е наречено Кирлианов ефект. Изказват се твърдения, от страна на поддръжници на различни паранормални тези, че при биологични обекти става въпрос за тяхната „аура“, „биоенергия“ или „биоплазма“. По-късни изследвания показват, че наблюдаваното явление е всъщност коронен разряд, дължащ се на йонизирането на газа близо до висок електрически потенциал.

## В България
В България се провеждат изследвания на коронния разряд от биологични обекти. Селективният високочестотен разряд е дефиниран от проф. Антон Антонов, който доказва, че Кирлиановият ефект зависи от разпределението на диелектричната проницаемост. През 1968 г. Антонов успява да заснеме с черно-бяла Кирлианова фотография на коронен разряд на водни капки.